# ウェイン・ナイト
ウェイン・ナイト（Wayne Knight, 1955年8月7日 - ）は、アメリカ合衆国ジョージア州出身の俳優。

## 来歴
1955年にジョージア州カーターズヴィルで生まれる。ジョージア大学に在籍して演劇を学び、活動の場をニューヨークへ。1977年に舞台『Gemni』でブロードウェイデビュー。1979年には『ワンダラーズ』の脇役で映画デビューを果たす。後にロンドンへ渡り、エマ・トンプソン主演の舞台にも出演。だが帰国後は仕事に恵まれず、一時期私立探偵をしていたこともあるという。
しかし1980年代後半からは徐々に仕事も増え始め、多くの話題作に出演。特に運命をもたらしたのは『氷の微笑』への出演。劇中の「インタビュー・シーン」での演技がスティーヴン・スピルバーグの目に留まり、話題作『ジュラシック・パーク』の出演に繋がった。なお、ウェインが最初に決まったキャストだったらしい。この映画でウェインは、パークが大混乱に陥る元凶を作り出すネドリーを演じている。
その後も様々なジャンルの映画に出演しており、ケネス・ブラナー監督の『愛と死の間で』では再びエマ・トンプソンと共演している。コミカルな作品にも多く出演しており『ラットレース』ではMr.ビーンことローワン・アトキンソンと絶妙なコンビネーションを見せた。また人気テレビシリーズの『となりのサインフェルド』への出演でも知られていて、ユーモラスな演技を披露している。
声優としても活動しており、『トイ・ストーリー2』（アル・マクウィギン役）、『ターザン』（タントー役）をはじめとするアニメーション映画に出演している。

## 主な出演作品

### 映画
| 公開年 | 邦題 原題                                                      | 役名                       | 備考                       |
| ------ | -------------------------------------------------------------- | -------------------------- | -------------------------- |
| 1979   | ワンダラーズ Wonderers                                         | ウォルター                 | ノークレジット             |
| 1983   | ザ・デイ・アフター The Day After                               | 病院の男                   | テレビ映画、ノークレジット |
| 1984   | バーニング・ベッド The Burning Bed                             | 陪審員                     | テレビ映画、ノークレジット |
| 1985   | エロチカ・ニュース・ステーション The Sex O'Clock News          | ビル・ライト               |                            |
| 1987   | ウーマン・イン・ニューヨーク Forever, Lulu                     | スティーヴィー             |                            |
| 1987   | ダーティ・ダンシング Dirty Dancing                             | スタン                     |                            |
| 1988   | 熱き愛に時は流れて Everybody's All-American                    | Fraternity Pisser          |                            |
| 1989   | 7月4日に生まれて Born on the Fourth of July                    | 民主党員                   |                            |
| 1991   | 私がウォシャウスキー V.I. Warshawski                           | スミッセン                 |                            |
| 1991   | 愛と死の間で Dead Again                                        | ピート・デューガン         |                            |
| 1991   | JFK                                                            | ニューマ・バーテル         |                            |
| 1992   | 氷の微笑 Basic Instinct                                        | ジョン・コレリ             |                            |
| 1992   | バディ・ハイウェイ/相棒いっちょうやったろうぜ! T Bone N Weasel | ロイ・クランプ             | ノークレジット             |
| 1993   | ジュラシック・パーク Jurassic Park                             | ネドリー                   |                            |
| 1995   | 誘う女 To Die For                                              | エド・グラント             |                            |
| 1995   | シークレット・ミッション Chameleon                             | スチュアート・ラングストン | テレビ映画                 |
| 1996   | スペース・ジャム Space Jam                                     | スタン・ポドラク           |                            |
| 1997   | 大富豪、大貧民 For Richer or Poorer                            | ボブ・ラックマン           |                            |
| 1997   | ヘラクレス Hercules                                            | ディミトリウス             | アニメ映画、声の出演       |
| 1999   | ブラボー火星人2000 My Favorite Martian                         | ズート                     | 声の出演、ノークレジット   |
| 1999   | ターザン Tarzan                                                | タントー                   | アニメ映画、声の出演       |
| 1999   | トイ・ストーリー2 Toy Story 2                                  | アル                       | アニメ映画、声の出演       |
| 2000   | ラットレース Rat Race                                          | ザック・マロッツィ         |                            |
| 2001   | 外野フリーク狂奏曲 Bleacher Bums                               | ジグ                       | テレビ映画                 |
| 2002   | 史上最大のスパイ事件 Master Spy: The Robert Hanssen Story      | ウォルター・バロウ         | テレビ映画                 |
| 2003   | 12人のパパ Cheaper by the Dozen                                | 機械工                     | ノークレジット             |
| 2008   | カンフー・パンダ Kung Fu Panda                                 | ギャングのボス             | アニメ映画、声の出演       |
| 2008   | パニッシャー: ウォー・ゾーン Punisher: War Zone                | ミクロ                     |                            |
| 2014   | トムとジェリーと迷子のドラゴン Tom and Jerry: The Lost Dragon  | 年配のエルフ               | ビデオ作品、声の出演       |
| 2016   | カンフー・パンダ3 Kung Fu Panda 3                              | ビッグ・ファン、ほか       | アニメ映画、声の出演       |
| 2016   | ヘイル、シーザー! Hail, Caesar!                                | エキストラ                 |                            |
| 2018   | ブラインドスポッティング Blindspotting                         | パトリック                 |                            |

### テレビドラマ
| 公開年    | 邦題 原題                                                     | 役名                     | 備考          |
| --------- | ------------------------------------------------------------- | ------------------------ | ------------- |
| 1989      | ジェシカおばさんの事件簿 Murder, She Wrote                    | 生徒                     | 1エピソード   |
| 1992-1998 | となりのサインフェルド Seinfeld                               | ニューマン               | 45エピソード  |
| 1996-2001 | サード・ロック・フロム・ザ・サン 3rd Rock from the Sun        | 保安官ドン               | 101エピソード |
| 2001      | ザット'70sショー That '70s Show                               | エンジェル               | 1エピソード   |
| 2003      | トワイライトゾーン Twilight Zone                              | ニック・ダーク           | 1エピソード   |
| 2004      | ドリュー・ケリー DE ショー! The Drew Carey Show               | オーウェン               | 1エピソード   |
| 2006      | CSI:ニューヨーク CSI: NY                                      | トゥルーマン             | 1エピソード   |
| 2006      | ママと恋に落ちるまで How I Met Your Mother                    | リリーの家主             | 1エピソード   |
| 2009      | CSI:科学捜査班 CSI: Crime Scene Investigation                 | テレンス・ランバート     | 1エピソード   |
| 2009      | NIP/TUCK マイアミ整形外科医 NIP/TUCK                          | ジェイソン・ブラム       | 1エピソード   |
| 2009      | ラリーのミッドライフ★クライシス Curb Your Enthusiasm          | ウェイン・ナイト         | 1エピソード   |
| 2010      | BONES                                                         | ジミー・ウォルパート三世 | 1エピソード   |
| 2010      | ジャッジメント NY法廷ファイル The Whole Truth                 | ハルヴァーソン判事       | 1エピソード   |
| 2011      | トーチウッド 人類不滅の日 Torchwood                           | ブライアン・フリードキン | 3エピソード   |
| 2014      | アンフォゲッタブル 完全記憶捜査 Unforgettable                 | セオドア・ブラマー       | 1エピソード   |
| 2017      | ザ・ヤング・アンド・ザ・レストレス The Young and the Restless | アーヴ                   | 1エピソード   |
| 2017      | ナルコス Narcos                                               | アラン・スタークマン     | 2エピソード   |
| 2018      | LAW & ORDER:性犯罪特捜班 Law & Order: Special Victims Unit    | グリゴール               | 1エピソード   |

### テレビアニメ
- フィリックス The Twisted Tales of Felix the Cat (1995-1996)
- スティーブン・スピルバーグのトゥーンシルバニア Toonsylvania (1998)
- ヘラクレス Hercules: The Animated Series (1998)
- スペース・レンジャー バズ・ライトイヤー 帝王ザーグを倒せ! Buzz Lightyear of Star Command: The Adventure Begins (2000)
- スペース・レンジャー バズ・ライトイヤー Buzz Lightyear of Star Command (2000, 2001)
- ビリー&マンディ Grim & Evil (2003)
- ショーリン・ショーダウン Xiaolin Showdown (2003-2006)
- BLEACH (2004)
- ブランディ アンド Mr.ウィスカーズ Brandy & Mr.Whiskers (2004)
- ジャスティス・リーグ Justice League (2005)
- Ergo Proxy (2006)
- ヴェジテールズ VeggieTales (2007)
- tactics (2008)
- ザ・ペンギンズ from マダガスカル The Penguins of Madagascar (2008-2009)
- アメリカン・ダッド American Dad! (2013)
- レギュラーSHOW〜コリない2人〜 Regular Show (2013)
- ストレッチ・アームストロング&フレックス・ファイターズ 
Stretch Armstrong & the Flex Fighters (2017-2018)

### ビデオゲーム
- トイストーリー2 Toy Story 2 (1999)
- Jurassic Park: The Game (2011)

## 舞台
| 年        | 題                          | 役                                                   | 特記           |
| --------- | --------------------------- | ---------------------------------------------------- | -------------- |
| 1977–1981 | Gemini                      | Herschel Weinberger                                  | ブロードウェイ |
| 1989      | Mastergate                  | Steward Butler, Senator Knight, Representative Byers | ブロードウェイ |
| 1999      | Art                         | Yvan                                                 | ブロードウェイ |
| 2005      | Sweet Charity               | Herman                                               | ブロードウェイ |
| 2006      | Measure for Pleasure        | Sir Peter Lustforth                                  | [ 1 ]          |
| 2007      | The Front Page              | Sheriff Hartman                                      | [ 1 ]          |
| 2008      | おかしな二人 The Odd Couple | マレー                                               | [ 1 ]          |
| 2012–2013 | エルフ Elf                  | サンタクロース                                       | [ 1 ]          |